# Söhre (Diekholzen)
Söhre ist ein Ortsteil der Gemeinde Diekholzen in Niedersachsen. Der Ort liegt 2 km östlich von Diekholzen und hat etwa 1400 Einwohner.

## Geschichte
Söhre wird bereits 1125 in der Gründungsurkunde des Klosters Marienrode als „Sutherem“ erwähnt. Bei Urkunden, die auf das Jahr 1022 datieren, handelt es sich um Fälschungen aus dem 12. Jahrhundert. Um 1850 hatte Söhre etwa 450 Einwohner.
Der Ort wurde am 1. März 1974 in die Gemeinde Diekholzen eingemeindet.

## Politik
Statt von einem Ortsrat wird Söhre auf kommunaler Ebene von einem Ortsvorsteher vertreten. Aktuell ist Armin Breitmeyer in dieser Funktion.

## Kultur und Sehenswürdigkeiten

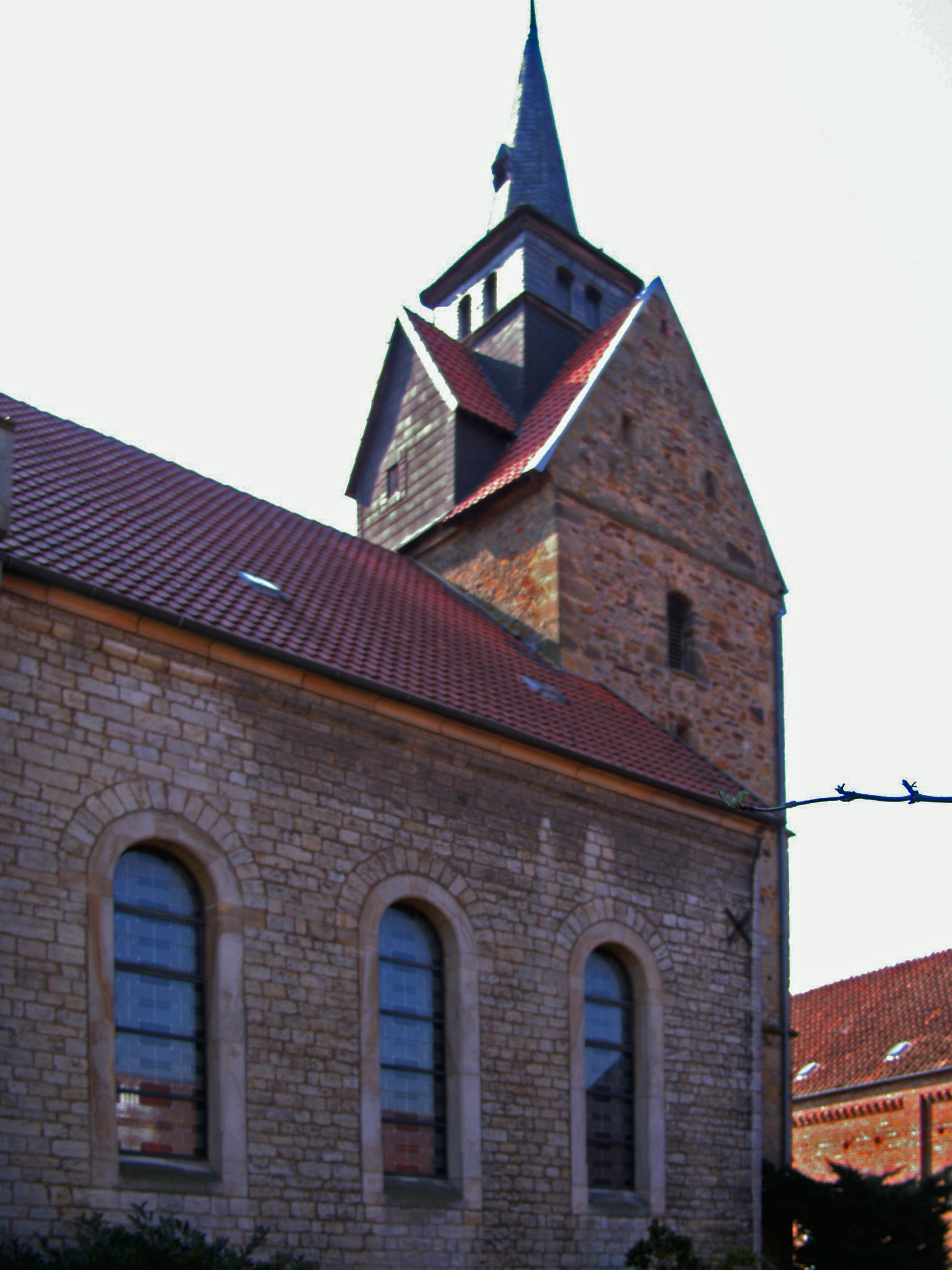
Die Pfarrkirche Mariä Himmelfahrt

Die katholische Pfarrkirche Mariä Himmelfahrt im Dorfkern mit ihrem 1877 neu errichteten Kirchenschiff verfügt über einen um 1400 erbauten, auffallend hohen Kirchturm, der auch im Wappen des Ortes zu sehen ist. Er diente ursprünglich auch als Wachturm, da Söhre und seine Nachbardörfer in früheren Zeiten mitunter – wie zum Beispiel 1537 – unter Überfällen Hildesheimer Bürger zu leiden hatten.
Unweit nördlich von Söhre steht am Mühlenberg seit 1987 die Söhrer Heide unter Naturschutz, die auch unter dem Namen Schwarze Heide bekannt ist. Es handelt sich um ein mit Besenheide bewachsenes Gebiet, das als Magerrasen ursprünglich als Schafweide diente. Zwischen Söhre und Diekholzen befinden sich nicht weit davon in einem Feuchtgebiet natürliche Erdfälle mit stehenden Gewässern, hier kommen verschiedene selten gewordene Amphibien und Vogelarten wie Eisvogel und Neuntöter vor.
Am östlichen Rand von Söhre ist das Söhrer Forsthaus unterhalb des 322 m hohen Tosmarberges ein beliebtes Ausflugsziel.

## Wirtschaft und Infrastruktur
Der Ortskern von Söhre liegt etwa 2,2 Kilometer südlich des Hildesheimer Stadtteils Ochtersum. Die östliche Ortsausfahrt mündet direkt in die Bundesstraße 243. 
Söhre verfügt über eine Grundschule sowie einen Kindergarten mit Hort. Außerdem gibt es einen Sportplatz und mehrere aktive Vereine. Ein Restaurant am Waldrand lädt zum Wandern und Verweilen ein.
Der Stadtverkehr Hildesheim fährt die Ortschaften der Gemeinde im Stundentakt an und bedient dabei auch zwei Haltestellen in Söhre.